# Andrew Murray (ishockeyspelare)
Andrew Murray, född 6 november 1981, är en kanadensisk professionell ishockeyspelare som spelar för St. Louis Blues i NHL. Han har tidigare representerat San Jose Sharks och Columbus Blue Jackets.
Murray draftades i åttonde rundan i 2001 års draft av Columbus Blue Jackets som 242:a spelare totalt.